# Alice
Alice je ženské jméno pravděpodobně starogermánského původu. Často je považováno za odvozeninu jmen Alžběta, Alis nebo Adelaide. S posledním uvedeným souvisí i jeho význam: ušlechtilá nebo vznešená. Podle českého občanského kalendáře má jmeniny 15. ledna. 
Další jména podobného významu jsou Adéla a Heidi. Alis je zdrobnělinou starého jména Adalheidis. Domácími podobami jména Alice jsou Ali, Alča, Alička, Alinka, Ála, Alka, Ája, Alis, Eli i Elis. Cizojazyčnými variantami českého jména Alice jsou například Alica ve slovenštině, Allison/Alison/Allyson v angličtině či Alicja v polštině.

## Statistické údaje
Následující tabulka uvádí četnost jména v ČR a pořadí mezi ženskými jmény ve srovnání dvou roků, pro které jsou dostupné údaje MV ČR – lze z ní tedy vysledovat trend v užívání tohoto jména:
| Rok       | Četnost     | Pořadí    |
| 1999      | 7 857       | 94.       |
| 2002      | 7 885       | 94.       |
| 2006      | 8 102       | 94.       |
| 2016      | 9 126       | 163.      |
| Porovnání | o 1269 více | o 69 hůře |

Změna procentního zastoupení tohoto jména mezi žijícími ženami v ČR (tj. procentní změna se započítáním celkového úbytku žen v ČR za sledované tři roky 1999-2002) je +1,2%.

## Známé nositelky jména Alice
- Alice Garrigue Masaryková
- královna Alice Kyperská
- princezna Alice z Albany
- Alice Sasko-Koburská — původem britská princezna (dcera britské královny Viktorie a jejího manžela prince Alberta) a sňatkem velkovévodkyně Hesenská
- Alice z Battenbergu — německá šlechtična (vnučka Alice Sasko-Koburské), matka Filipa Mountbattena, manžela britské královny Alžběty II.
- Alice Jeruzalémská, kněžna z Antiochie
- Alice Bendová, česká herečka
- Alice Nellis, česká režisérka
- Alice Cooper, rockový zpěvák
- Alice Synthesis Thirty, rytířka integrity

## Známé nositelky jména Al(l)ison
- Allison Adler, americká producentka a scenáristka
- Allison Anders, americká producentka
- Alison Brie, americká herečka
- Alison Balsom, britská trumpetistka
- Alison Brown, americká hráčka na banjo a kytaristka
- Alyson Hanniganová, americká herečka